# Tùng Ảnh
Tùng Ảnh là một xã thuộc huyện Đức Thọ, tỉnh Hà Tĩnh, Việt Nam.
Xã Tùng Ảnh có diện tích 8,82 km², dân số năm 1999 là 6695 người, mật độ dân số đạt 759 người/km².